# His Robe of Honor
His Robe of Honor è un film muto del 1918 diretto da Rex Ingram. La sceneggiatura di Julian La Mothe si basa sull'omonimo romanzo di Ethel e James Dorrance, pubblicato a New York nel 1916. Prodotto dalla Paralta Plays Inc., il film aveva come interpreti Henry B. Walthall, Mary Charleson, Lois Wilson, Joseph J. Dowling, Fred Montague, Eugene Pallette.

## Trama

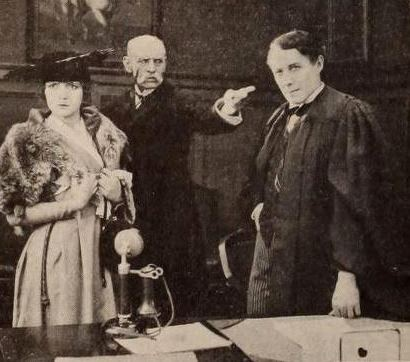
Lois Wilson, Joseph J. Dowling, Henry B. Walthall

A Julian Randolph, procuratore senza scrupoli specializzato nel trovare giurati addomesticati con i quali formare le giurie nei processi, viene offerta la carica di giudice se, in cambio, ritirerà l'accusa di omicidio nei confronti di Clifford Nordhoff, fratello di un potente boss politico. Usando i suoi soliti metodi manipolatori, Randolph ottempera alla richiesta, ottenendo così il prestigioso incarico di giudice. Come magistrato, però, adesso è tenuto a obbedire agli ordini di coloro che hanno appoggiato la sua nomina. Ma, dopo avere incontrato Laura Nelson, una ragazza appartenente a un'autorevole e importante famiglia, si innamora di lei e decide di cambiare vita. Lasciate le vie tortuose del compromesso e delle manovre poco pulite, Randolph finisce per rigare dritto e servire la legge. Per Laura, rompe con Roxana Frisbee, un'avventuriera che, fino a quel momento, gli ha tenuto mano nei suoi loschi affari. Si rifiuta, poi, di avallare una decisione che andrebbe a favorire interessi politici di parte, scontrandosi con i suoi padrini. Il suo limpido comportamento lo premia con la conquista di Laura, che accetta di diventare sua moglie. Non solo. Randolph vede con soddisfazione che il suo buon esempio ha prodotto anche dei frutti inaspettati, con Roxana diventata pure lei onesta.

## Produzione
Fu il primo film diretto da Rex Ingram per la Paralta Plays Inc., la società creata nel 1917 produttrice della pellicola.

## Distribuzione
Distribuito negli Stati Uniti dalla W.W. Hodkinson, il film uscì nelle sale cinematografiche il 15 gennaio 1918.
Non si conoscono copie ancora esistenti della pellicola che viene considerata presumibilmente perduta.